# Mânăstirea (gmina Mălușteni)
Mânăstirea – wieś w Rumunii, w okręgu Vaslui, w gminie Mălușteni. W 2011 roku liczyła 126 mieszkańców.